# 남해 화방사 산닥나무 자생지
남해 화방사 산닥나무 자생지는 대한민국의 천연기념물이다.
- 남해 산닥나무 자생지 보관됨 2007-09-29 - 웨이백 머신 - 남북의 천연기념물
- 남해 산닥나무 자생지 - 문화재청